# 中右貴久
中右 貴久（なかう たかひさ）は、兵庫県神戸市出身の日本の歌手、俳優、声優、振付師、キッズダンス講師である。愛称は「たかひさおにいさん」。

## 来歴
21歳で劇団青年座研究所に入所し、後に東宝芸能に移籍した。
1997年4月から1999年3月まで、NHK-BS2の子供番組「にこにこぷんがやってきた!」に、新納慎也・関沢圭司とともに「うたのおにいさん」として出演した。番組卒業後の1998年から2004年まで、ベネッセコーポレーション「こどもちゃれんじ・ぷちのビデオ」にて、歌のおにいさんとして出演した。
「にこにこぷんがやってきた!」の「うたのおにいさん」を卒業後の、1999年4月より保育講習会講師として活動し、幼稚園や保育園でダンスの指導を行う。

## ディスコグラフィー
- げんき・元気
- げんきタッチ！
- 元気のキホン
- げんきひゃっぱい
- 公園にいきましょう
- ゴーゴーゴー
- ここがせかいのまんなかだ
- 心はまあるいドーナッツ
- こっちとそっち
- ごめんねピーマン
- 木もれ日の歌
- ゴリラのおんがくかい
- こんにちは
- サッカー・サンバ
- ザ・トマッキュー
- しあわせわけっこ
- しっぽのうた
- じべた べったん
- しんゆうになろう
- スイカをこつん
- すきすきたのしい
- すきすき！ナットウスキー
- すごいぞ！じゃがいも
- すずめがサンバ
- すてきな言葉
- だあれもいない海で
- だいすきモノモノランド
- たからさがし
- だから・ねっ!!
- たからもの、なあに
- たこのくるんぱ
- 小さな木の実
- 地球ぴょんぴょん
- チキンダンス
- ちびっかブーン
- チャオチャオまたね
- 手ぶくろ動物園
- てをたたこ
- でんきの子ビリー
- 動物園へ行こう
- とうめいにんげんなんだけど
- とんでもんしろちょう
- どんな色がすき
- どんなかお
- どんな夢？
- どんまい
- 虹色かき氷
- 虹の下には宝もの
- にじのむこうに
- のりものだいすき
- のんびりのびのび
- ほしぞらカーニバル
- ほしのうた
- 星の超特急メテオ
- ほらなかなかいいちょうし
- ママのたからもの
- ママ・ムーチョ
- みつばちはどこへ
- 緑っていいね
- みつあみゆみちゃん
- みなみのしまのこどもたち
- 南のなかま
- みらいくんとゆめみちゃん
- ミルクはげんき・タマゴもげんき
- みんなだれかがすきになる
- みんなでクリスマス
- みんなでたべよう
- みんなのリズム
- みんなみんなみんな
- むかしはえっさっさ
- ムギューだいすき
- 虫歯建設株式会社
- ムックリンチョ
- メダルあげます
- もうすぐようちえん
- モウモウフラダンス
- もぐもぐもぐら
- もぐらトンネル
- もしも季節がいちどにきたら
- モシモシだいすき！
- モラモラ マンボウ
- 森のファミリーレストラン
- モンスタップ
- やさしい雨
- やだやだツイスト
- ヤッホ・ホー
- やるきまんまんマンとウーマン
- ヤンチャリカ
- 雪だるまのたいそう
- 雪だるまのまほう
- ゆきだるまのルー
- ゆきふるるん
- ゆめいっぱい
- ゆめいろワルツ
- ゆめのかけら
- 夢のなか
- 夢の中のダンス
- 夢のパレード
- ゆめゆきあめ
- ゆめをひとさじ
- ようかいしりとり
- よそみをしてるとあぶないよ